# Kapverdische Männer-Handballnationalmannschaft
Die kapverdische Männer-Handballnationalmannschaft vertritt den Handballverband von Kap Verde bei internationalen Turnieren im Herrenhandball.

## Geschichte
Die Mannschaft nahm das erste Mal im Jahr 2020 an der Afrikameisterschaft und im darauffolgenden Jahr an der Weltmeisterschaft 2021 teil. Bei der Afrikameisterschaft 2022 unterlag die Mannschaft im Finale Ägypten, qualifizierte sich damit aber für die Weltmeisterschaft 2023.

## Teilnahme an Meisterschaften

### Weltmeisterschaft
- Weltmeisterschaft 2021: 32. Platz (von 32 Teams)

Bei der ersten Teilnahme an einer Weltmeisterschaft, der in Ägypten, belegte das Team den 32. und damit letzten Platz. Dabei wurde nur ein Spiel tatsächlich absolviert, nämlich in der Vorrunde in der Gruppe 1 gegen Ungarn (27:34). Das Team wurde dann vom kapverdischen Verband wegen mehrerer COVID-19-Fälle in Abstimmung mit der Internationalen Handballföderation zurückgezogen, alle weiteren angesetzten sechs Spiele wurden mit 0:10 verloren gewertet. Trainer war José Tomaz.
- Weltmeisterschaft 2023: 23. Platz (von 32 Teams)

### Afrikameisterschaft
- Afrikameisterschaft 2020: 5. Platz (von 16 Teams)
- Afrikameisterschaft 2022: 2. Platz (von 13 Teams)

## Aktueller Kader
Für die Weltmeisterschaft 2023 nominierte der serbische Trainer Ljubomir Obradović aus dem 35-köpfigen vorläufigen Kader folgende Spieler:
- Tor: Élcio Fernandes, Luís Almeida, Edmilson Gonçalves
- Linksaußen: Nelson Pina, Gilson Correia
- Rechtsaußen: Flávio Fortes, Admilson Furtado
- Rückraum links: Leandro Semedo, Edmilson Araújo, Délcio Pina
- Rückraum Mitte: Gualther Furtado
- Rückraum rechts: Edmilson Garcia, Paulo Andrade, Rafael Andrade, Bruno Landim
- Kreis: Paulo Moreno, Felisberto Landim, Ivo Santos
- Abwehr: Elledy Semedo